# Соча
Соча (на словенски: Soča; на италиански: Isonzo, Изо̀нцо) е река в Словения и италианския регион Фриули-Венеция Джулия.
Река Соча извира в полите на планина Травник (2379 m) и е с дължина 140 km. Влива се западно от град Триест в Адриатическо море. Началото ѝ тръгва от северозападна Словения в националния парк „Триглав“. Близо до нея има лозови насаждения, от които се произвежда виното Изонцо.